# Beáta
Beáta latin eredetű női név. Jelentése: boldog.

## Rokon nevek
Bea, Beatrix

## Gyakorisága
Az újszülötteknek adott nevek körében az 1990-es években ritkán fordult elő. A 2000-es és a 2010-es években sem szerepelt a 100 leggyakrabban adott női név között.
A teljes népességre vonatkozóan a Beáta 2000-es és a 2010-es években egyaránt a 44-45. helyen szerepelt a 100 leggyakrabban viselt női név között.

## Névnapok
március 8., március 22., június 24., június 29., szeptember 6., december 16.,
,

## Híres Beáták
„Beáta” utónevű személyek szócikkeinek listája a Wikidata alapján